# Kerry Cahill
Kerry Cahill est une actrice américaine née le 23 juin 1982 à Helena au Montana.

## Filmographie

### Cinéma
- 2009 : Bad Lieutenant : Escale à La Nouvelle-Orléans : la détective en narcotique
- 2010 : Welcome to the Rileys : la serveuse
- 2010 : Spots : Diane
- 2011 : Sister Mary : l'ex-nonne
- 2011 : Killing Fields : Carla Romer
- 2012 : Battleship : la collègue de Cal
- 2013 : Infiltré : Jane Kemp
- 2013 : Hours : l'infirmière Shelly
- 2013 : Insaisissables : un agent d'Elkhorn
- 2013 : Les Trois Crimes de West Memphis : Jo Lynn
- 2013 : The Monkey's Paw : la mère de Gillespie
- 2013 : Old Boy : Shirley Roos
- 2014 : Barefoot : la caissière
- 2015 : Under Pressure : la serveuse du Riverboat
- 2015 : Sex Addiction (Zipper) : une infirmière
- 2015 : Terminator Genisys : Lieutenant Whitley
- 2015 : The Runner : Lieutenant Wyman
- 2015 : Very Bad Dads : Angry Cone-Lane Mom
- 2016 : Midnight Special : Linda
- 2016 : Showing Roots : Clara
- 2016 : The Duel : Philomena
- 2016 : Free State of Jones : Mary
- 2017 : Mudbound : Rose Tricklebank
- 2017 : Heart, Baby : Officier Katie
- 2017 : 4: GO : Amanda
- 2017 : Thank You for Your Service : Anna Waller
- 2018 : Laundry Day : Dee
- 2018 : Ruthless : Détective Elias
- 2019 : Wounds : Rosie
- 2020 : Through the Glass Darkly : Cricket
- 2020 : Potential : Jimi

### Télévision
- 2007 : Mon combat pour la vérité : Barbara O'Hara (téléfilm)
- 2010 : Memphis Beat : Lieutenant Dawn Hudson (1 épisode)
- 2012 : Wes et Travis : Détective Kate Cafferty (4 épisodes)
- 2014 : True Detective : une infirmière (1 épisode)
- 2015 : NCIS : Nouvelle-Orléans : Professeur Sandra Jones (1 épisode)
- 2016-2022 : The Walking Dead : Dianne (36 épisodes)
- 2015 : Zoo : Wendy (1 épisode)
- 2017 : Stranger Things : Caitlin (1 épisode)
- 2016 : Une amitié contre les préjugés : Clara (téléfilm)